# Coleonyx brevis
Espèce
Statut de conservation UICN

 LC  : Préoccupation mineure
Coleonyx brevis est une espèce de geckos de la famille des Eublepharidae.

## Distribution et habitat
Cette espèce se rencontre au Texas et au Nouveau-Mexique aux États-Unis et au Chihuahua, au Coahuila, au Nuevo León, au Durango et au Tamaulipas au Mexique.
Ce gecko vit dans des zones semi-arides (40 à 50 % d'humidité relative), avec des températures allant de 25 à 35 °C la journée, et descendant entre 20 et 25 °C la nuit. Durant l'hiver la température chute d'une dizaine de degrés la journée, un peu moins la nuit.

## Description
C'est un gecko nocturne et terrestre assez fin d'aspect, atteignant 11 centimètres. Il est brun clair avec des taches plus sombres, et des bandes transversales blanc-beige. Les pattes sont claires, presque rosées.

## Alimentation
Cette espèce est insectivore et consomme la plupart des insectes et autres arthropodes de taille adaptée. Elle se nourrit occasionnellement de termites.

## Reproduction
La reproduction débute à la sortie de l'hiver. Les femelles pondent deux œufs à la fois.

## Éthologie
C'est un animal plutôt craintif.
Volontiers fouisseur, il aimera se faufiler dans une anfractuosité rocheuse ou dans un petit trou présent à la base d’un morceau de bois. Il peut ainsi rester des heures voire des jours dans cette cachette.

## En captivité
Cette espèce se rencontre chez les terrariophiles.

## Publication originale
- Stejneger, 1893 : Annotated list of the reptiles and batrachians collected by the Death Valley Expedition in 1891, with descriptions of new species. North American Fauna, n. 7, p. 159-228 (texte intégral).